# Pierre Kaffer
Pierre Kaffer né le 7 novembre 1976 à Bad Neuenahr-Ahrweiler est un pilote automobile allemand.

## Palmarès
- Formule Ford
  - Champion d'Allemagne en 1995

- Formule Opel
  - Champion d'Allemagne en 1996

- Formule 3
  - Onze victoires entre 1997 et 2001 dans le Championnat d'Allemagne
  - Trois participations au Grand Prix de Macao entre 2000 et 2003, 4e en 2000

- Porsche Supercup
  - Participations en 2002 et 2003
  - Deux victoires en 2003

- Porsche Carrera Allemagne
  - Participations en 2002, 2003 et 2007
  - Une victoire en 2002

- American Le Mans Series
  - Vainqueur des 12 heures de Sebring en compagnie d'Allan McNish et de Frank Biela et à Laguna Seca en compagnie de Johnny Herbert en 2004
  - Vainqueur dans la catégorie GT2 des 12 heures de Sebring et du Petit Le Mans en 2009 en compagnie de Jaime Melo et Mika Salo
  - Vainqueur dans la catégorie GT2 des 12 heures de Sebring en 2010 en compagnie de Jaime Melo et Gianmaria Bruni

- Le Mans Series
  - Vainqueur des 1 000 kilomètres de Silverstone et des 1 000 kilomètres du Nürburgring en 2004 en compagnie d'Allan McNish

- International GT Open
  - Champion 2010
  - Quatre victoires en 2010